# Wilhelm Haller (Unternehmer)

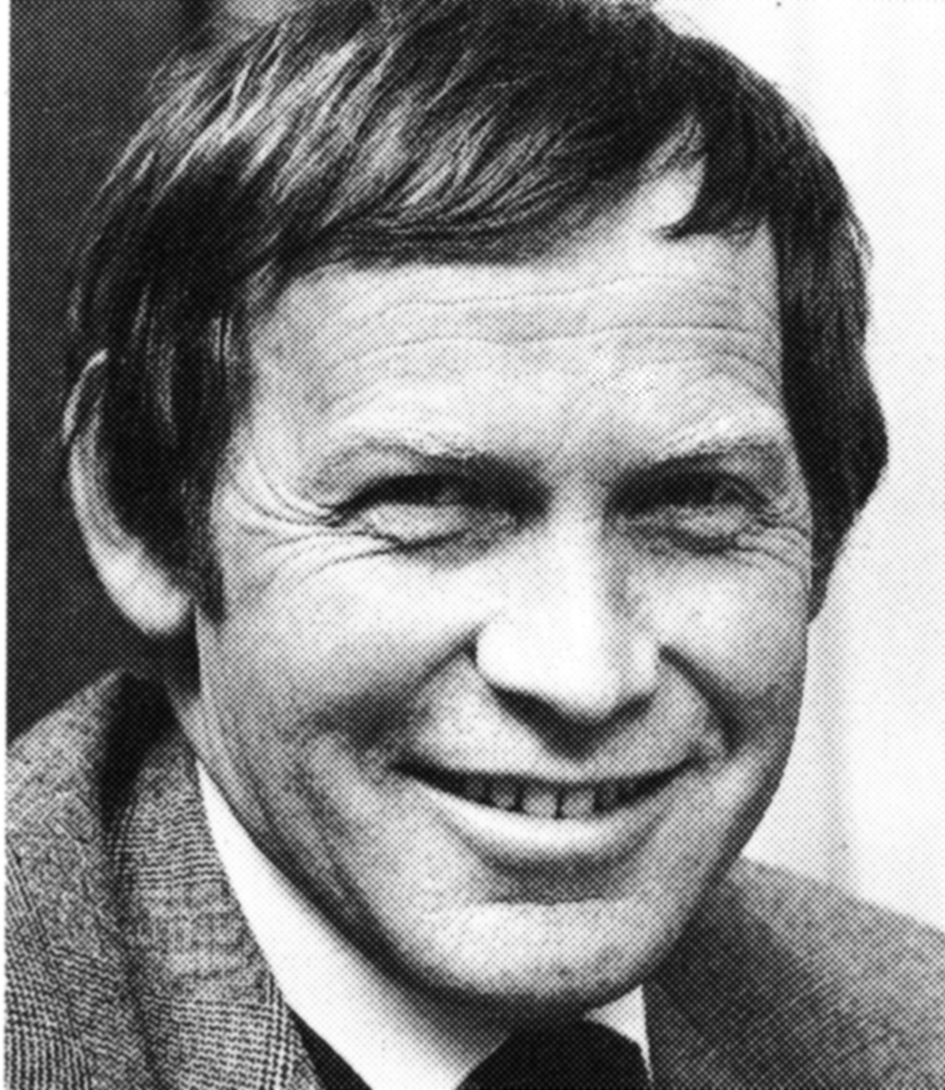
Willi Haller zur Zeit der Gleitzeit-Entwicklung

Wilhelm „Willi“ Haller (* 25. Juli 1935; † 2. August 2004) war ein deutscher Unternehmer, Social-Entrepreneur, Vater der Gleitzeit und Gründer von Interflex Datensysteme.

## Leben

### Konzepte, Geräte
Schon als Lehrling bei der Firma Hengstler, einem Hersteller von elektromechanischen Zählern in Aldingen, erkannte er, dass starre Konzepte im Unternehmen den Entwicklungen in der Arbeitswelt nicht gerecht werden können. 1964 ging er mit seiner Familie nach New York, wo er zusammen mit Paul Buser die Hengstler Niederlassung Hecon Corporation aufbaute und unter anderem den Keycounter erfand, der 1966 das U.S. Patent erhielt. Ende der 1960er Jahre kehrte Haller nach Deutschland zurück und begann sich intensiv mit der Flexibilisierung von Arbeitszeit zu befassen, entwickelte Konzepte für die Gleitzeit, die Variable Arbeitszeit und die Jahresarbeitszeit. Auf der Basis von Industriezählern entwickelte Haller die ersten Zeiterfassungsgeräte, ohne die eine erfolgreiche Realisierung von flexiblen Arbeitszeiten nicht möglich wäre. Dieses Gerät ermöglichte erstmals, die tatsächliche Arbeitszeit von Mitarbeitern zu erfassen und nicht nur Beginn und Ende der Arbeitszeit – in den späten 1960er Jahren eine Revolution.

### Öffentlichkeitsarbeit
Um seine flexiblen Arbeitszeitkonzepte einer breiten Öffentlichkeit vorzustellen und sie populär zu machen, kreierte Haller den schwäbisch englischen Werbeslogan „Ai laik Gleitzeit“, der für viel Gesprächsstoff sorgte und als Aufkleber zahlreiche Autos zierte. Seine Ideen und Konzepte machten ihn zum »Vater der Gleitzeit« und bewirkten, dass bundesweit über die Flexibilisierung von Arbeitszeiten diskutiert wurde und sie sich nach und nach durchsetzen konnte. Nicht nur in Deutschland, sondern weltweit war sein Rat als Gleitzeit-Experte gefragt.
Im Zuge dieser Entwicklung machte sich Willi Haller daran, das weltweit erste Computersystem zu entwerfen, aus dem wenig später das erste PC-basierende Zeiterfassungssystem für Mittelstandsbetriebe entstand. In den Grundfunktionen entspricht dieses System noch heute dem Standard jeglicher Zeitwirtschaftssysteme. Viele weitere Produkte und Patente zählen zu Hallers Erfindungen.

### Unternehmensgründung
Um seine Ziele besser und schneller zu realisieren und die Mitarbeiter am Erfolg teilnehmen zu lassen, gründete Haller 1974 mit drei Gleichgesinnten die Firma Interflex Datensysteme, die sich kontinuierlich (später übernommen von Ingersoll Rand) bis zum europäischen Marktführer entwickelte. Haller baute das Unternehmen auf der Basis von progressiven Managementkonzepten auf. Die Mitarbeitermotivation spielte dabei eine zentrale Bedeutung. Die Idee war, dass ein Drittel der Gewinne jeweils unter den Kapitalgebern, Mitarbeitern und Hilfsprojekten verteilt werden sollte. Eine Seltenheit für die damalige Zeit war auch die aktive Einbindung der Mitarbeiter in Entscheidungsprozesse. Willi Haller sah sich nie als Chef, sondern als Teil eines Teams, der trotzdem für alle der anerkannte, kompetente Geschäftsführer war. Er konnte seine Ideen verständlich darstellen und vermitteln, Mitarbeiter begeistern und für ein gemeinsames Ziel gewinnen und so Leistungspotenziale erschließen. Ganz wichtig war für Haller, dass die Arbeit Spaß machte. Seine Konzepte gingen um die Welt. Flexible Arbeitszeiten haben die Arbeitswelt gravierend verändert. Millionen von Beschäftigten profitieren jeden Tag davon.

### Social Entrepreneur
Anfang der 1980er Jahre zog sich Willi Haller aus seinem Unternehmen zurück, arbeitete als Berater und Coach für Unternehmen, Gewerkschaften, Institutionen und soziale Einrichtungen. Er gründete mehrere soziale Projekte, einschließlich des „Lebenshauses“ und des „Nudelhauses“. Er war Gastredner bei Universitäten und Managementseminaren und trat in Fernsehsendungen auf. Obwohl Willi Haller ein radikaler Denker war, hatte er auch Einfluss auf führende Manager, weil er nicht nur charismatisch war, sondern pragmatisch und logisch argumentieren konnte. Er ist Autor mehrerer Bücher und zahlreicher Artikel über Management, Wirtschaft und theologische Themen. Er sah sich als Schüler des Philosophen Martin Buber, dessen Einfluss in Hallers Buch „Das Dunkle Feuer“ deutlich wird.
Hallers Ideen finden auch nach seinem Tod weiterhin Anklang, unter anderem durch die Arbeit der International Leadership and Business Society e.V., die sich auch die Vermenschlichung der Arbeitswelt als Ziel gesetzt hat.

## Werke
- Arbeiten wir zeitgemäß? Flexible Arbeitszeit als unternehmerische Chance, Willi Haller, Hermann Neher, Gabler Verlag, Wiesbaden 1986, ISBN 3-409-19101-1
- Die heilsame Alternative: jesuanische Ethik in Wirtschaft und Politik, Peter Hammer Verlag, Wuppertal 1989, ISBN 3-87294-385-5
- Flexible Arbeitszeit: Vorteile und Chancen für den Betrieb und seine Mitarbeiter, Heyne Verlag, München 1990, ISBN 3-453-03720-0
- Ohne Macht und Mandat: der messianische Weg in Wirtschaft und Sozialem, Peter Hammer-Verlag, Wuppertal 1992, ISBN 3-87294-475-4
- Flexible Arbeitszeiten im stationären Pflegedienst, Gewerkschaft Pflege, Radolfzell 1993, ISBN 3-00-001150-1
- Das dunkle Feuer: Gottes zerstörende und liebende Kraft im Menschen, Oberursel 1994, ISBN 3-88095-071-7
- Die Zinspeitsche, Angela Hackbarth Verlag, St. Georgen o. J. (1994)